# Pseudosphex ichneumonea
Pseudosphex ichneumonea là một loài bướm đêm thuộc phân họ Arctiinae, họ Erebidae.